# Чемпіонат світу з трекових велоперегонів 2003
Чемпіонат світу з трекових велоперегонів 2003 проходив з 30 липня по 3 серпня 2003 року в м. Штутгарт, Німеччина на велодромі Hanns-Martin Schleyer Hall. Змагання повинні були проходити в м. Шеньчжень, Китай, проте через епідемію атипової пневмонії їх перенесли до Європи.
На змаганнях розіграли 15 комплектів нагород — 9 в чоловіків та 6 у жінок.

## Медалісти

### Чоловіки
| Дисципліна                         | Золото                                                                      | Срібло                                                                     | Бронза                                                                  |
| Спринт                             | Лорен Ґане                                                                  | Джобі Дайка                                                                | Рене Вольфф                                                             |
| Гіт (1 км)                         | Штефан Німке (1:01.225)                                                     | Шейн Келлі (1:01.356)                                                      | Арно Турнан (1:01.644)                                                  |
| Індивідуальна гонка переслідування | Бредлі Віґґінз (4:18.576)                                                   | Люк Робертс (4:19.306)                                                     | Серхі Ескобар (4:21.219)                                                |
| Командна гонка переслідування      | Австралія Ґрем Браун Пітер Доусон Бретт Ланкастер Люк Робертс (3:57.280) WR | Велика Британія Роб Гейлс Пол Меннінг Браян Стіл Бредлі Віґґінз (4:00.629) | Франція Фаб'єн Мерсірі Жером Новіль Франк Перк Фаб'єн Санчес (4:04.119) |
| Командний спринт                   | Німеччина Карстен Бергеманн Єнс Фідлер Рене Вольфф (49.957)                 | Франція Мікаель Бурґен Лорен Ґане Арно Турнан (50.071)                     | Велика Британія Кріс Гой Крейґ Маклін Джеймі Стафф (50.442)             |
| Кейрін                             | Лорен Ґане                                                                  | Джобі Дайка                                                                | Баррі Форд (згодом дискваліфікований за вживання допінгу)               |
| Скретч                             | Франко Марвуллі                                                             | Робер Сассон                                                               | Жан-П'єр ван Зіл                                                        |
| Гонка за очками                    | Франц Штохер (77)                                                           | Хоан Лланерас (74)                                                         | Йос Пронк (70)                                                          |
| Медісон                            | Швейцарія Бруно Рісі Франко Марвуллі (13)                                   | Нова Зеландія Ґреґ Хендерсон Гейден Ролстон (5)                            | Аргентина Хуан Естебан Куручет Вальтер Перес (5)                        |

### Жінки
| Дисципліна                         | Золото                        | Срібло                   | Бронза                     |
| Спринт                             | Світлана Грановська           | Наталія Цилінська        | Ненсі Контрерас            |
| Гіт (500 м)                        | Наталія Цилінська (34.078)    | Ненсі Контрерас (34.516) | Цзян Цийхуа (34.746)       |
| Індивідуальна гонка переслідування | Леонтін ван Морсел (3:32.657) | Кеті Мактір (3:33.784)   | Ольга Слюсарєва (3:31.938) |
| Кейрін                             | Світлана Грановська           | Анна Мірс                | Оксана Грішина             |
| Скретч                             | Ольга Слюсарєва               | Рошель Гілмор            | Адрі Віссер                |
| Гонка за очками                    | Ольга Слюсарєва (27)          | Едіта Кубелскіне (19)    | Йоанка Гонсалес (16)       |

## Загальний медальний залік
| Місце  | Країна                             | Золото | Срібло | Бронза | Загалом |
| ------ | ---------------------------------- | ------ | ------ | ------ | ------- |
| 1      | Росія                              | 4      |        | 2      | 6       |
| 2      | Франція                            | 2      | 2      | 2      | 6       |
| 3      | Німеччина                          | 2      |        | 1      | 3       |
| 4      | Швейцарія                          | 2      |        |        | 2       |
| 5      | Австралія                          | 1      | 7      |        | 8       |
| 6      | Велика Британія                    | 1      | 1      | 1      | 3       |
| 7      | Бельгія                            | 1      | 1      |        | 2       |
| 8      | Нідерланди                         | 1      |        | 2      | 3       |
| 9      | Австрія                            | 1      |        |        | 1       |
| 10     | Іспанія                            |        | 1      | 1      | 2       |
| 10     | Мексика                            |        | 1      | 1      | 2       |
| 12     | Литва                              |        | 1      |        | 1       |
| 12     | Нова Зеландія                      |        | 1      |        | 1       |
| 14     | Аргентина                          |        |        | 1      | 1       |
| 14     | КНР                                |        |        | 1      | 1       |
| 14     | Куба                               |        |        | 1      | 1       |
| 14     | Барбадос (згодом дискваліфіковано) |        |        | 1      | 1       |
| 14     | ПАР                                |        |        | 1      | 1       |
| Всього | Всього                             | 15     | 15     | 15     | 45      |